# 佐藤復三
佐藤 復三（さとう ふくぞう、1879年（明治12年）12月1日 - 没年不詳）は、日本の内務・警察官僚。官選高知県知事、姫路市長。

## 経歴
広島県出身。佐藤又三郎の二男として生まれる。
第三高等学校を卒業。1908年、東京帝国大学法科大学法律学科（独法）を卒業。司法省に入省し司法官試補となるが、1909年11月27日に依願免職。1910年11月、文官高等試験行政科試験に合格。内務省に入省し福島県属兼警部となる。
以後、福島県警視、島根県理事官、同視学官、千葉県事務官、栃木県警察部長、富山県警察部長、宮城県警察部長、関東庁警務官、新潟県書記官・内務部長、青森県書記官・内務部長、熊本県書記官・内務部長などを歴任。
1926年9月28日、高知県知事に就任。地方税法改正による歳入問題等に尽力。1927年5月17日、知事を休職。同年8月25日、依願免本官となり退官した。
1930年8月24日、姫路市長に就任。1933年4月、水上村、砥堀村の編入合併を実現。市長を一期務めて1934年8月23日に退任した。